# Geranium parodii
Geranium parodii är en näveväxtart som beskrevs av Ivan Murray Johnston. Geranium parodii ingår i släktet nävor, och familjen näveväxter. Inga underarter finns listade i Catalogue of Life.